# Monk Fryston
Monk Fryston is een civil parish in het bestuurlijke gebied Selby, in het Engelse graafschap North Yorkshire met 1008 inwoners.